# Dysmicoccus kozari
Dysmicoccus kozari är en insektsart som beskrevs av Pellizzari och Fontana 1996. Dysmicoccus kozari ingår i släktet Dysmicoccus och familjen ullsköldlöss. Inga underarter finns listade i Catalogue of Life.